# Roa (poisson)
Pour les articles homonymes, voir Roa.
Genre
Roa est un genre de poissons de récifs coralliens de la famille des Chaetodontidae.

## Liste des espèces
Selon World Register of Marine Species (25 juillet 2022) :

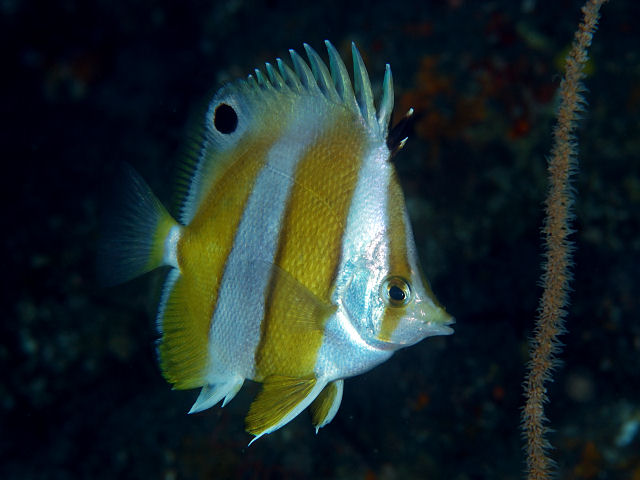
Roa australis (Kuiter, 2004)
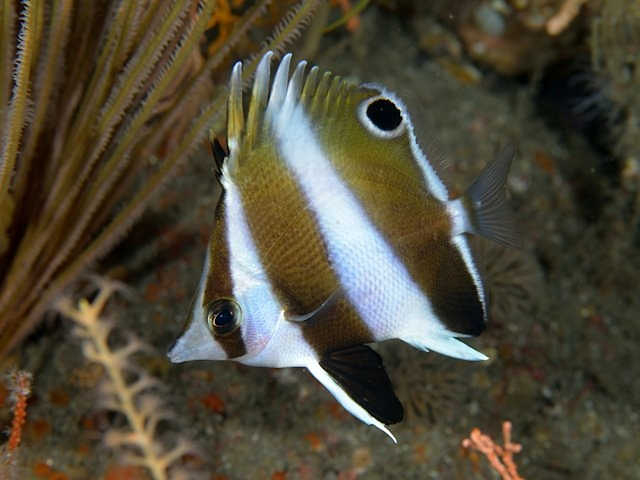
Roa excelsa (Jordan, 1921)
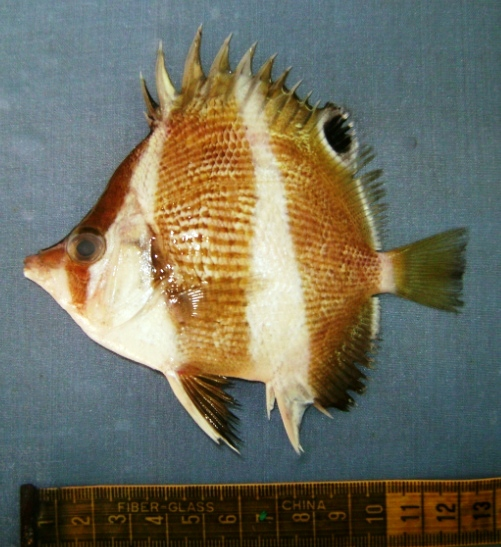
Roa haraguchiae (Uejo, Senou et Motomura, 2020)
- Roa jayakari (Norman, 1939)
- Roa modesta (Temminck et Schlegel, 1844)
- Roa rumsfeldi (Rocha, Pinheiro, Wandell, Rocha y Shepherd, 2017)
- Roa semilunaris (Matsunuma et Motomura, 2022)
- Roa uejoi (Matsunuma & Motomura, 2022)

Selon FishBase (25 juillet 2022) :
- Roa australis (Kuiter, 2004)
- Roa excelsa (Jordan, 1921)
- Roa jayakari (Norman, 1939)
- Roa modesta (Temminck & Schlegel, 1844)
- Roa rumsfeldi (Rocha, Pinheiro, Wandell, Rocha et Shepherd, 2017)

- Roa modesta
- Roa excelsa
- Roa jayakari